# Marianne Kock
Marianne Olga Maria Kock, född Nilsson den 1 september 1939 i Karlskrona, är en svensk schlagersångerska.

## Biografi
Kock utbildade sig till damfrisörska och sjöng tidigt med Sonneys orkester och turnerade en del i södra Sverige. År 1960 fick hon, efter ett framträdande och en tävlingsvinst på Nalen i Stockholm, skivkontrakt med Philips. Första skivan kom 1960 och titeln var "Tom Pillibi", en svensk version av Frankrikes vinnande bidrag samma år i Schlagerfestivalen. År 1962 var hon under en kortare tid vokalist i Sven-Ingvars och sjöng in "Då börjar livets vår", som gavs ut på samma EP som "Luffarvisa". Detta var den första skiva Sven-Ingvars gjorde sedan gruppen utökats med saxofonisten Sven-Olof Pettersson, som dock spelar gitarr på skivomslaget. På LP:n Sven-Ingvars Kvartett från 1989 finns en dessförinnan outgiven inspelning från 1962 av "Bei mir bist Du Schön" där både Kock och Sven-Erik Magnusson sjunger på engelska. I en radiointervju har Sven-Olof Pettersson berättat att Sven-Erik Magnusson skulle göra lumpen 1962. Marianne Nilsson togs in som vikarierande vokalist och Sven-Olof Pettersson som extra musiker. Men Sven-Erik Magnusson fick uppskov med sin militärtjänst och gruppen förvandlades därför plötsligt från kvartett till sextett.
När skivframgångarna uteblev satte man på henne en svart peruk, stora solglasögon, döpte henne till Brenda March och spelade in två låtar på engelska, Cincinnati Fireball och That old lucky sun (1964). Skivan uppges ha hamnat på listorna i Bulgarien.
Marianne Kock tävlade även i Melodifestivalen 1967. Hon har gjort otaliga krogshower och turnéer bland annat med Gunnar Wiklund, Roffe Berg och Hayati Kafé. Marianne har haft 10 låtar placerade på Svensktoppen, bland annat "Ge mej tro, ge mej hopp, ge mej kärlek", "Vackra sagor är så korta", "Sommarsol och sommarvind" och "Om hela världen sjöng en sång", The New Seekers hit "I'd like to teach the world to sing", - hennes största framgång, som bäst etta på listan.
Marianne Kock var flitig i folkparkerna och har varit med i mängder av TV- och radioprogram. Hon har också turnerat i Östtyskland och Sovjetunionen och medverkat i musikfestivaler i Polen, Malta och andra länder. Hon har också spelat in flera barnskivor.
Under 1970-talet var Marianne Kock en av tre medlemmar i gruppen Tre Profiler. Hon fortsatte efter den perioden att sjunga både som solist och i duo med Ole Moe.
Hon framträdde senare med sångaren Christer Peters och även med olika jazzband från Stockholm. Under 10-talet har hon turnerat med pianisten och trombonisten Stephan Lindstein, främst på äldreboenden och pensionärsträffar.
År 2019 firade Kock 60 år på scen och uppmärksammades med en utställning gjord av Christer Peters och Blekinge Museum. Där visades bland annat ett urval av hennes artistmaterial som hon skänkt till museet.